# ダイアモンド・スター・モーターズ
ダイアモンド・スター・モーターズ（英語：Diamond-Star Motors、通称：DSM）はかつてクライスラーと三菱自動車工業が合弁で設立した自動車製造企業である。
1985年に設立され、主に三菱、クライスラー向けの自動車を製造していた。その後1993年には三菱自動車へ売却され、以降は三菱自動車の北米事業部門となり、1995年には事業内容にあわせ「Mitsubishi Motor Manufacturing of America（北米三菱自動車製造：通称MMMA）」へ、さらに2002年には「ミツビシ・モーターズ・ノース・アメリカ」へと改名して現在に至っている。
社名の由来は、三菱のシンボルであるスリーダイアモンド、及びクライスラーのシンボルであるペンタスターを掛け合わた物であった。なお、日本の車検証の車名欄にはエクリプスは「三菱」ではなく「ダイヤモンドスター」と表記されていた。

## 概要

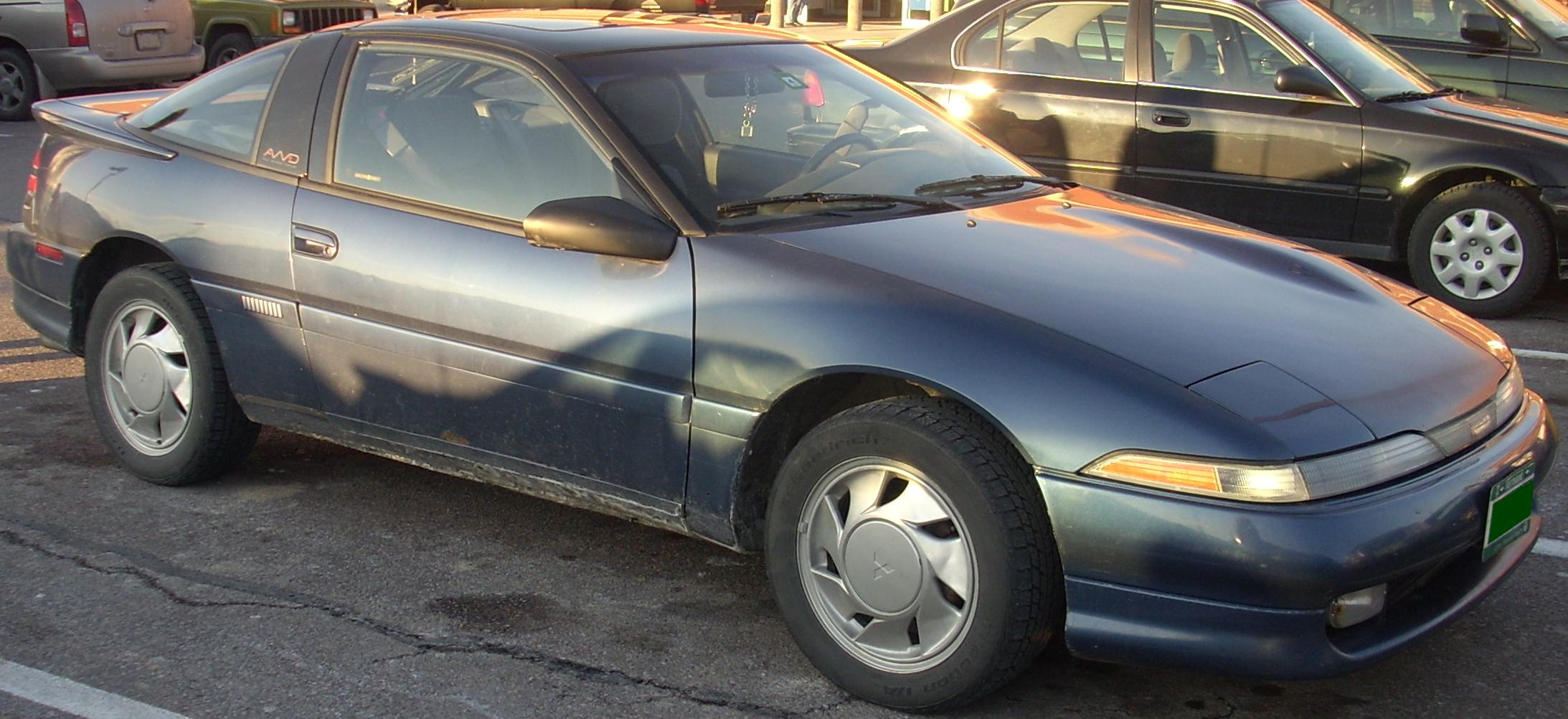
DSMで生産された代表的な車種、エクリプス

1970年に三菱自動車はクライスラーと業務提携して以降、北米市場における販売網が磐石でなかったこともあり、クライスラーの販売網に乗せてコルトギャラン、トレディア、コルディアなどの自社製品を展開していた。
また1970年代に発生した度重なるオイルショックの影響もあって、北米市場では小型車の需要が高まっており、小型車のラインナップを欲したクライスラーにより、北米へ輸出された三菱製自動車はクライスラー、ダッジ、プリムスのブランドネームにて販売された。これは北米市場で輸入車にかけられる関税を回避するためのものでもあった。
輸出されたこれらの三菱車の売り上げは、クライスラー、三菱双方で分配されていた。
しかし1981年に三菱自動車工業が「米国三菱自動車販売」を設立して北米市場での販売網を強化し、自社での展開をはじめると1つの課題が浮上した。
当時アメリカ合衆国では、日本車の輸入販売を規制しており、一定台数以上の輸入に制限がかかっていた。それはクライスラーのブランドで販売されていた三菱車も含まれており、小型車のラインナップの拡充を求めていたクライスラーにとっても痛手となっていた。
これを回避するため、三菱自動車工業とクライスラーは1985年10月、事業合弁契約を締結し、現地生産を行う法人「ダイアモンド・スター・モーターズ・コーポレーション」を設立した。出資比率は三菱・クライスラーそれぞれで50：50であった。1986年にはイリノイ州に工場を設立し、1988年には年間24万台の生産が可能な設備として稼動を開始した。
1993年、クライスラーは保有株式を三菱へ売却し、DSMは三菱自動車工業の一部門となった。
三菱へ売却されて以降も業務提携を維持していた2004年までは、クライスラー向け車種の生産が行われていた。

## 主な製造車種
- 三菱・エクリプス / イーグル・タロン / プリムス・レーザー - これらの車はDSMの象徴であり、3車種をまとめてDSMsの愛称で呼ばれることもあった。
- 三菱・ミラージュ / イーグル・サミット
- 三菱・ギャラン / クライスラー・セブリング / ダッジ・アベンジャー